# Kereici
Kereici lub Keraici (mong. Кэрэйд, Kereid; kaz. Керей, Kerej) – lud środkowoazjatycki, pochodzenia mongolskiego lub tureckiego (sami uważali się za bliskich krewnych Mongołów). Na początku XI wieku ulegli chrystianizacji, przyjmując nestorianizm. Toczyli długotrwałe wojny z Tatarami na przełomie XII i XIII wieku. Początkowo poparli Czyngis-chana, a następnie pod wodzą Ong-chana walczyli przeciw niemu, po czym zostali pokonani i wcieleni do imperium mongolskiego.
Z plemienia Kereitów pochodziła większość wybitnych chrześcijan wśród Mongołów, m.in. Sorkaktani-beki czy Dokuz-chatun, żona Hulagu.